# Linia kolejowa nr 213
Linia kolejowa nr 213 Reda – Hel – drugorzędna linia kolejowa znaczenia państwowego o długości 62,827 km w północnej części województwa pomorskiego. Jest jedyną w Polsce normalnotorową linią kolejową zbudowaną na mierzei. Linia powstawała etapami od 1879 do 1928 r. Ostateczną swoją długość osiągnęła w 1922. Dobudowany w 1928 odcinek do portu Hel został później rozebrany. Linia jest niezelektryfikowana i jednotorowa. Ze względu na obsługę miejscowości turystycznych przewozy wykazują bardzo dużą sezonowość.

## Przebieg linii
Linia kolejowa nr 213 zaczyna się w Redzie, gdzie odgałęzia się od linii nr 202 (Gdańsk Główny – Stargard). Następnie skręca na północ, obwodząc Redę od strony zachodniej. Po ponad 4 km szlak dociera do położonej na północy Redy dzielnicy Rekowo Dolne, gdzie znajduje się pierwszy przystanek – Reda Rekowo. Za nim linia skręca na północny wschód i biegnie do Mrzezina, po czym skręca na północ. Przed Żelistrzewem skręca nieznacznie w lewo i tak dociera do Pucka. W Pucku skręca ponownie w lewo i do Swarzewa biegnie w kierunku północno-zachodnim. W Swarzewie do 1991 znajdował się jedyny węzeł kolejowy na jej trasie (nie licząc Redy, w której linia się zaczyna). Za Swarzewem linia skręca ostro w prawo i biegnie tak do Władysławowa. Na terenie miasta tuż przed stacją Władysławowo tory odbijają w lewo. Pomiędzy stacjami Władysławowo a Władysławowo Port linia skręca ostro w prawo i wjeżdża na mierzeję. Na mierzei linia biegnie wzdłuż drogi wojewódzkiej 216 po stronie otwartego morza. Tuż przed Helem skręca na południe i kończy się na stacji Hel.
Linia biegnie przez powiaty wejherowski i pucki oraz przez dwa mezoregiony Pobrzeże Kaszubskie i Mierzeję Helską.
Mimo niewielkiej odległości od morza linia ma na niektórych odcinkach charakterystykę typową dla linii podgórskich.

## Charakterystyka techniczna
Linia jest klasy C3 na całej długości. Prędkości pociągów pasażerskich w rozkładzie 2019/2020:
| Kilometraż | Kilometraż | Prędkość | Prędkość |
| od         | do         | tor 1    |          |
| ---------- | ---------- | -------- | -------- |
| -0,749     | 1,750      | 70       |          |
| 1,750      | 7,200      | 100      |          |
| 7,200      | 8,650      | 70       |          |
| 8,650      | 8,840      | 80       |          |
| 8,840      | 9,385      | 90       |          |
| 9,385      | 16,145     | 100      |          |
| 16,145     | 16,615     | 60       |          |
| 16,615     | 17,365     | 70       |          |
| 17,365     | 26,770     | 90       |          |
| 26,770     | 27,010     | 70       |          |
| 27,010     | 27,580     | 80       |          |
| 27,580     | 40,590     | 100      |          |
| 40,590     | 40,980     | 60       |          |
| 40,980     | 47,600     | 100      |          |
| 47,600     | 48,750     | 60       |          |
| 48,750     | 61,741     | 100      |          |
| 61,741     | 62,078     | 80       |          |

Linia jest wyposażona w elektromagnesy systemu SHP.
Ze względu na ciasne łuki pod koniec lat 90. na linii wprowadzono zakaz wjazdu dla lokomotyw sześcioosiowych na trasie Władysławowo – Hel.

## Historia

### Geneza
Kolej dotarła do Redy, pierwszej stacji na linii, w 1870 przy okazji budowy linii kolejowej ze Słupska do Sopotu. Odcinek ten domykał połączenie Gdańsk – Szczecin przez Słupsk i Koszalin. W przeciwieństwie do większości budowanych w tym czasie na Pomorzu linii kolejowych nie była ona budowana w ramach Królewskiej Kolei Wschodniej, ale mimo tego później została przez nią przejęta.
W latach 80. i 90. XIX wieku sieć kolejowa w Prusach zaczęła się zagęszczać. Po wybudowaniu głównych magistrali zaczęły powstawać linie lokalne łączące miasta powiatowe.

### 1897–1920
W grudniu 1897 rozpoczęto budowę pierwszego odcinka współczesnej linii 213 – z Redy do Pucka. Został on otwarty 15 grudnia 1898 pomimo bardzo trudnych warunków geologicznych i geomorfologicznych. Linia od razu miała dochodzić do Krokowej, jednakże budowę rozpoczęto dopiero w 1901, a oddano dwa lata później. Na odcinku Puck – Swarzewo linia ta była przedłużeniem obecnej linii 213, a dalej linią 263. Linia do Krokowej początkowo była linią prywatną zbudowaną przez właścicieli Krokowej z rodu von Krockow.
Zwiększenie roli linii do Pucka spowodowało w 1910 modernizację i rozbudowę stacji kolejowej w Redzie.

### 1920–1945
W 1918 Polska odzyskała niepodległość. Granice na Pomorzu ustalono jednak dopiero w 1920 i wówczas linia kolejowa z Redy do Pucka znalazła się w Polsce. Z powodu kłopotów w zaopatrzeniu w węgiel niezbędny dla parowozów w 1920 została wprowadzona komunikacja zastępcza za pomocą powozów. Podobna sytuacja panowała w tym czasie na różnych innych pomorskich liniach. Stacja w Pucku była najbliżej morza położonym obiektem na sieci PKP, dlatego zbudowano w Pucku tymczasowy port wraz z bocznicą kolejową.
W 1921 zawieszono na pół roku przewozy na odcinku Puck – Swarzewo (i dalej do Krokowej na linii 263). Zawieszenie to było związane z budową linii kolejowej na Hel oddanej w 1922. Linia została częściowo wybudowana na drodze kołowej, co spowodowało tymczasowe odcięcie Helu od sieci drogowej. Dopiero w 1923 PKP ostatecznie odbudowały zniszczoną drogę. Trudnością podczas budowy było dostarczenie materiałów, w tym drewna. Nie można było ściąć zbyt dużej liczby drzew, gdyż stanowiły one ochronę półwyspu. Budowa dworców w miejscowościach nadmorskich trwała jeszcze do końca lat 20. XX wieku. W 1928 dobudowano linię ze stacji Hel do portu w Helu; linia 213 osiągnęła wówczas swoją maksymalną długość.
W XX-leciu międzywojennym linia ta była obsługiwana przez parowozy OKl27, kursujące na trasie Gdynia – Puck – Gdynia oraz opalane olejem parowozy Tp3, które obsługiwały trasę Puck – Hel – Puck. Pod koniec lat 30. na Hel zaczęły docierać pociągi dalekobieżne z Warszawy oraz południa Polski.
Rozwój kolei spowodował rozwój gospodarczy Mierzei Helskiej powodując, że wioski, dotychczas rybackie, przeistaczały się w kurorty oblegane latem przez turystów z całej Polski.

### 1945–1989
W latach 1949–1951 wprowadzono bardzo restrykcyjne przepisy dotyczące działalności cywilnej na Helu.
W PRL, ze względu na duże znaczenie militarne Helu, dostęp turystów do Helu był ograniczony. Mogli oni przyjeżdżać do miasta tylko koleją.
W 1952 zmodernizowano stację w Redzie.
W 1978 PKP zapowiadały szybkie wycofanie parowozów z ruchu pasażerskiego oraz z ruchu towarowego na liniach o trudnym profilu w Północnej DOKP. W 1978 na terenie całej dyrekcji było 13 sprawnych parowozów, głównie obsługujących manewry. Ostra zima 1978/1979 spowodowała jednak powrót parowozów. W tym samym roku przeprowadzono modernizację linii na odcinku Reda – Władysławowo. Podczas remontu między innymi wymieniono szyny lekkie na szyny S49.
W 1979 po raz drugi zawieszono przewozy na linii Puck – Krokowa; pociągi wróciły do Krokowej w maju 1983.
W 1979 zaprzestano korzystania z przystanku Hel Bór.
W 1982 zmodernizowano linię na odcinku Władysławowo – Hel; zakres remontu był taki sam jak na pozostałym odcinku. W 1983 i 1989 wykonano ponowny remont nawierzchni pomiędzy Redą a Mrzezinem.

### Po 1989

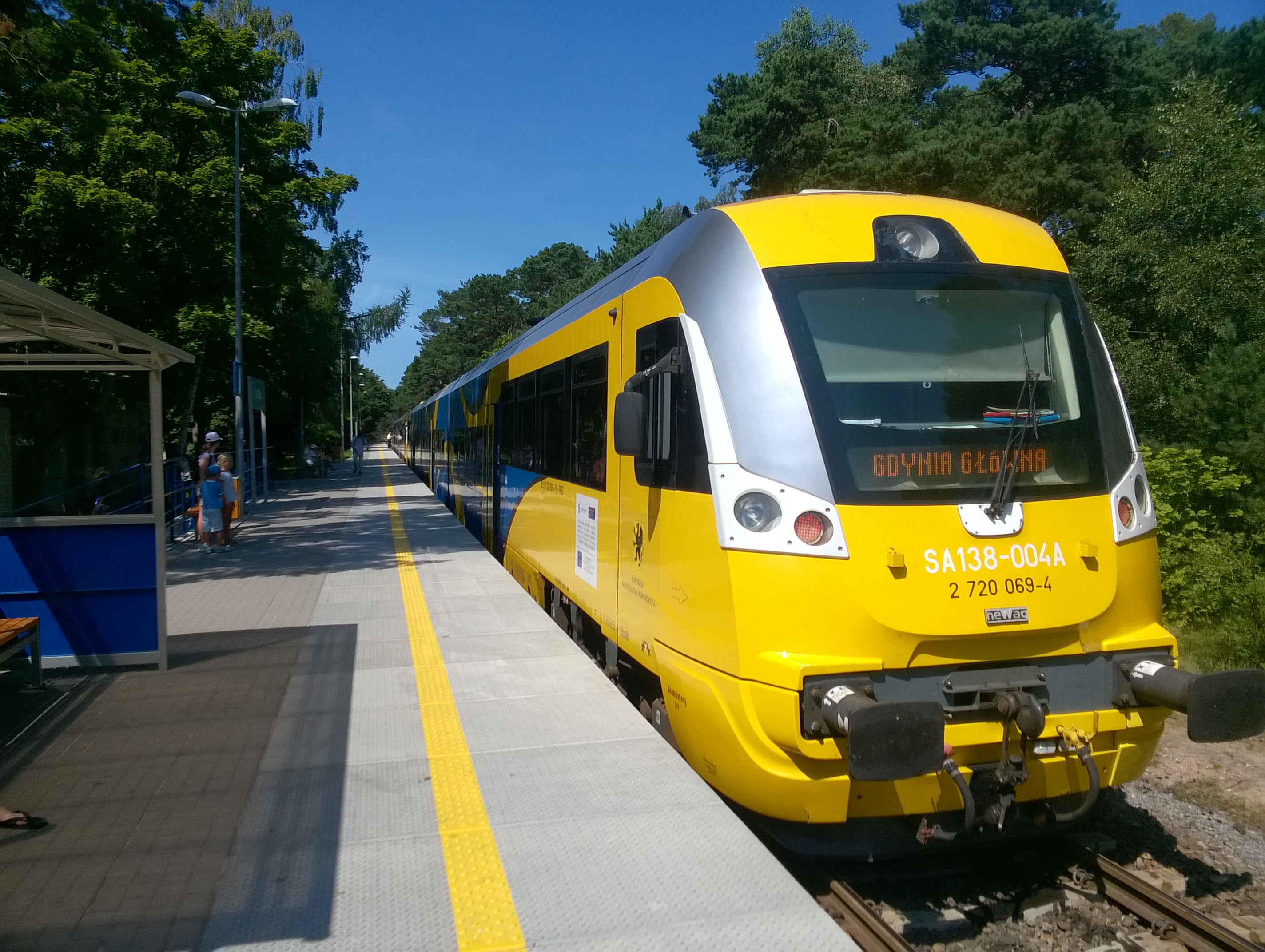
Jeden z SA138 zakupionych do obsługi linii nr 213

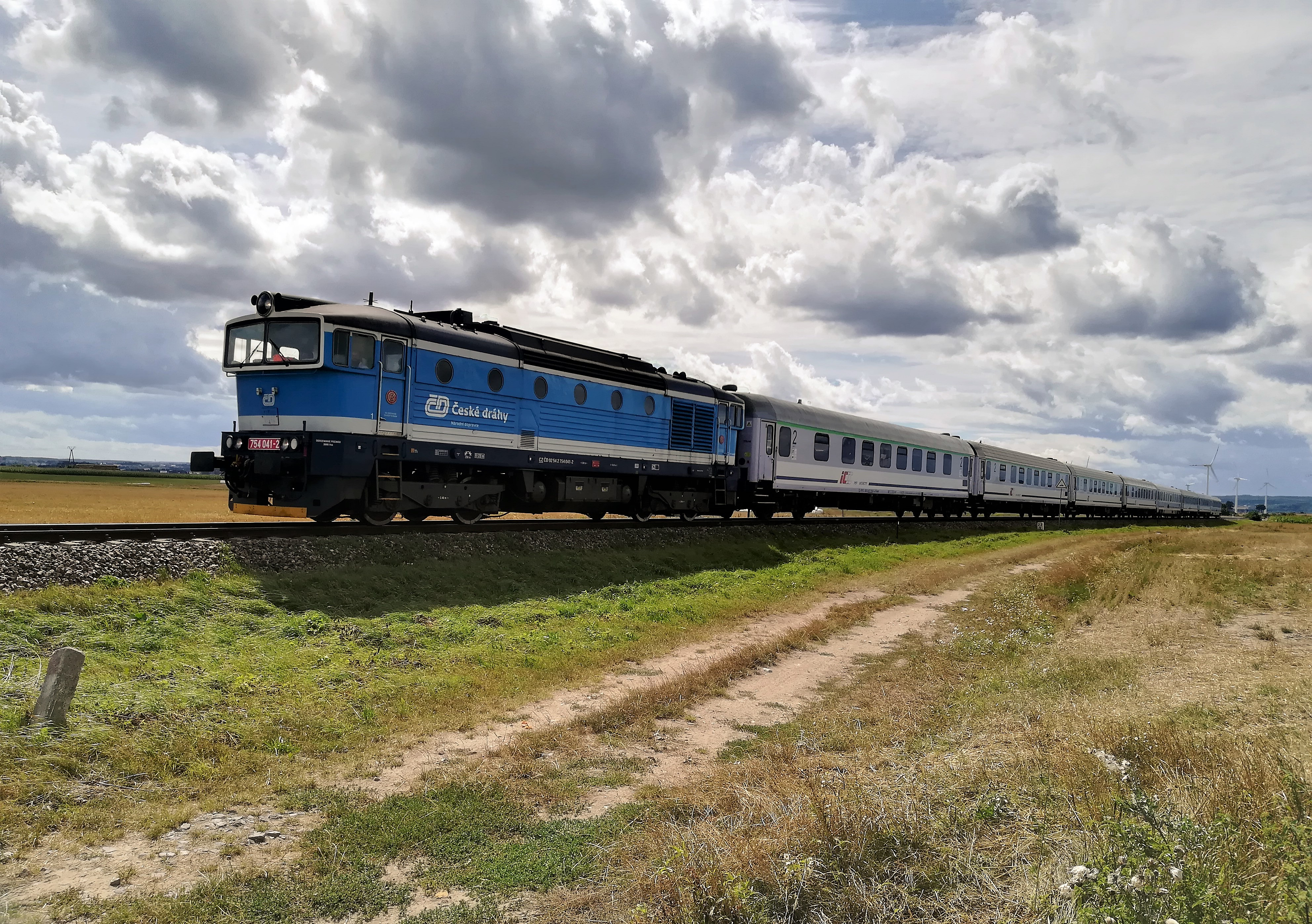
Pociąg PKP Intercity z czeską lokomotywą serii 754 koło Swarzewa

Po raz trzeci ruch kolejowy z Pucka do Krokowej został zawieszony na przełomie lat 80. i 90. W maju 1989 na tej trasie przestały kursować pociągi osobowe, a w 1991 również towarowe. Od tego czasu po linii kolejowej nr 213 jeżdżą tylko pociągi osobowe pomiędzy Gdynią a Helem (część relacji bywa skrócona do Władysławowa lub Pucka) oraz wakacyjne pociągi dalekobieżne.
26 września 1993 ze stacji Puck odjechał ostatni planowy pociąg pasażerski prowadzony trakcją parową.
W 1998 linia została zmodernizowana. Stacje zostały wyposażone w urządzenia sterowania ruchem kolejowym obsługiwane zdalnie z Władysławowa, przez co obsługa stacji (oprócz kas biletowych) stała się zbędna.
W marcu 2001 dzięki interwencji i dofinansowaniu samorządu województwa pomorskiego linia została uratowana przed likwidacją.
W 2005 do obsługi połączeń lokalnych pomiędzy Gdynią a Helem zaczęto stosować szynobusy i spalinowe zespoły trakcyjne wyprodukowane przez Pesę Bydgoszcz. W 2006 pojazdy te przejęły całość przewozów poza sezonem. W sezonie letnim, ze względu na zwiększenie liczby podróżnych, nadal stosowane są również składy tradycyjne.
11 listopada 2010 Newag Nowy Sącz przekazał województwu pomorskiemu dwa dwuczłonowe SZT SA137; do końca roku przekazane zostały jeszcze 3 z 4 kupionych przez województwo pojazdów trójczłonowych SA138, a czwarty z nich pojawił się na początku 2011. Pojazdy te zostały kupione ze środków Regionalnego Programu Operacyjnego dla województwa pomorskiego na lata 2007–2013 i przypisane do obsługi połączeń Kościerzyna – Gdynia – Kościerzyna i Gdynia – Hel – Gdynia.
5 października 2011 podpisano umowę z firmą Salcef Costruzioni Edili E Ferroviarie na rewitalizację całej linii nr 213. Podczas modernizacji wymianie uległy m.in. nawierzchnia kolejowa wraz z lokalnymi umocnieniami podtorza, urządzenia SRK i krawędzie peronowe; ponadto zostały wyremontowane obiekty inżynieryjne. Prędkość została podniesiona do 100 km/h z wyjątkiem odcinka Puck – Władysławowo, gdzie prędkość wynosi 90 km/h. Miało to spowodować skrócenie czasu przejazdu o 15–25 minut. Remont rozpoczął się wiosną 2012 i skutkował czasowym zamknięciem linii od 10 września 2012. Ze względu na zwiększone przewozy podczas wakacji ruch pociągów został wznowiony na okres wakacyjny w 2013. W okresie od 2 września 2013 do 14 czerwca 2014 ruch na linii był ponownie zawieszony. Kolejne zamknięcie miało miejsce w dniach 15–19 listopada 2014. W dniach 4–11 maja 2015 ruch na trasie Władysławowo – Hel został ponownie wstrzymany. Modernizacja została ostatecznie zakończona w lipcu 2015. Dzięki wykonaniu projektowanych prac czas przejazdu odcinka Reda – Hel skrócił się o 17 minut.
W rozkładzie jazdy 2016/2017 w okresie poza sezonem letnim Przewozy Regionalne zdecydowały się na zastąpienie części kursów na odcinku Władysławowo – Hel autobusami komunikacji zastępczej.

## Infrastruktura

### Rozgałęzienia
Na linii kolejowej nr 213 znajdowały się dwie stacje węzłowe, z czego jedna przestała pełnić swoją funkcję w 2005 r..
| Miejsce  | Schemat | Linie i kierunki                                    |
| -------- | ------- | --------------------------------------------------- |
| Reda     |         | 202 Gdańsk Główny, Stargard                         |
| Swarzewo |         | 263 Krokowa (zawieszona od 1991, rozebrana od 2005) |

### Punkty eksploatacyjne
| Nazwa                                | Zdjęcie | Liczba krawędzi peronowych | Infrastruktura                                                           |
| ------------------------------------ | ------- | -------------------------- | ------------------------------------------------------------------------ |
| stacja kolejowa Reda                 |         | 3                          | kasa biletowa, przejście podziemne, zadaszenie, urządzenia nagłaśniające |
| przystanek osobowy Reda Rekowo       |         | 1                          | wiata                                                                    |
| stacja kolejowa Mrzezino             |         | 2                          | wiata, urządzenia nagłaśniające                                          |
| przystanek osobowy Żelistrzewo       |         | 1                          | wiata                                                                    |
| stacja kolejowa Puck                 |         | 2                          | kasa biletowa, nieczynna lokomotywownia, wiata, urządzenia nagłaśniające |
| bocznica szlakowa Kral               |         | 0                          | zlikwidowana                                                             |
| przystanek osobowy Swarzewo          |         | 1                          | wiata                                                                    |
| stacja kolejowa Władysławowo         |         | 2                          | kasa biletowa, wiata, urządzenia nagłaśniające                           |
| przystanek osobowy Władysławowo Port |         | 1                          | wiata                                                                    |
| przystanek osobowy Chałupy           |         | 1                          | wiata                                                                    |
| stacja kolejowa Kuźnica (Hel)        |         | 2                          | wiata, urządzenia nagłaśniające                                          |
| przystanek osobowy Jastarnia Wczasy  |         | 1                          | wiata                                                                    |
| stacja kolejowa Jastarnia            |         | 2                          | kasa biletowa, wiata urządzenia nagłaśniające                            |
| przystanek osobowy Jurata            |         | 1                          | wiata                                                                    |
| przystanek osobowy Hel Bór           |         | 0                          | zlikwidowany                                                             |
| stacja kolejowa Hel                  |         | 4                          | kasa biletowa, wiata, urządzenia nagłaśniające                           |
| [ 45 ]                               |         | [ 44 ]                     |                                                                          |

## Ruch pociągów

### Pociągi osobowe

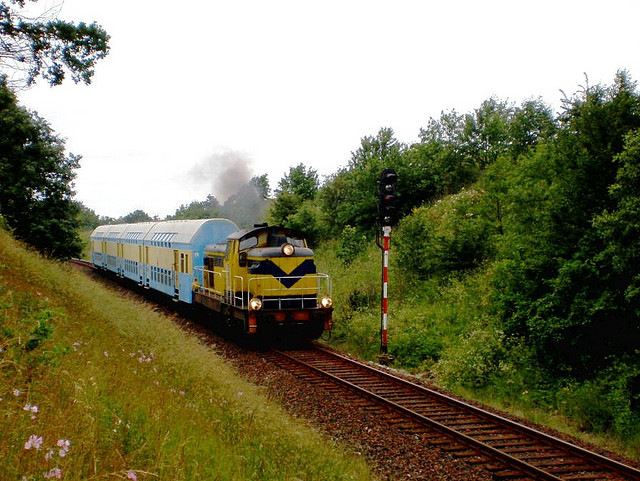
Pociąg osobowy w okolicy Mrzezina

Linią 213 jeżdżą pociągi osobowe w relacji Gdynia – Hel (i z powrotem) oraz Gdynia – Władysławowo (i z powrotem). W okresie letnim do Helu regularnie jest przedłużany przyspieszony pociąg regio Tur Gdynia – Chojnice, prowadzony na całej trasie lokomotywą spalinową.
Ze względu na duży ruch turystyczny w sezonie letnim oraz zdecydowanie mniejszy poza sezonem dla linii publikowane były dwie tablice w rozkładzie jazdy. Od 2005 do obsługi połączeń lokalnych pomiędzy Gdynią a Helem zaczęto stosować szynobusy i spalinowe zespoły trakcyjne. Od 2010 są to przypisane do tej linii (oraz do trasy Kościerzyna – Gdynia – Kościerzyna) spalinowe zespoły trakcyjne SA137 i SA138. W sezonie letnim z powodu wzmożonego ruchu przewozy są obsługiwane m.in. składami klasycznymi z wagonami piętrowymi. Również SZT łączy się wówczas w dłuższe składy, często z wagonem doczepnym w środku.

### Pociągi dalekobieżne

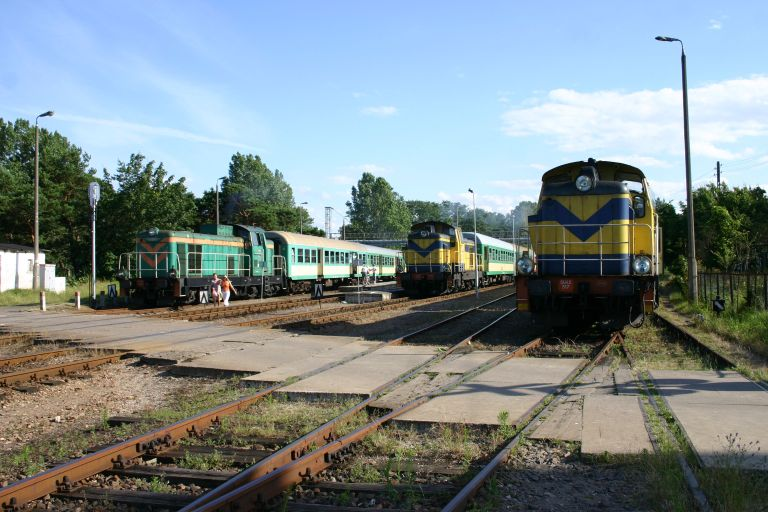
Pociągi na stacji Hel w sezonie letnim (2009)

Pociągi dalekobieżne jeżdżą linią kolejową nr 213 tylko w czasie wakacji ze względu na napływ turystów na Mierzeję Helską. Wówczas na tej trasie jeździ kilka par pociągów zarówno pospiesznych (TLK), jak i ekspresowych (EIC Jantar). Pociągi te ze względu na brak elektryfikacji są prowadzone lokomotywami spalinowymi.

### Pociągi towarowe
Ruch towarowy, ze względu na brak przemysłu, ma marginalne znaczenie.